# Pallavicino
Els Pallavicino foren una antiga família italiana que s'esmenta des del segle X i que va conservar la independència del seu marquesat fins a començaments del segle xvii.
- Vegeu Marquesat de Pallavicino

El marquesat fou donat llavors (1615) a la família Adorno representada per Girolamo Adorno de Pallavicino amb consideració de comtes del Sacre imperi. Després de tres marquesos es va extingir i l'hereva Maddalena Adorno Pallavicino el va aportar a la casa de comtes de Calcababbio.